# Прейслер, Ян
Ян Прейслер (чеш. Jan Preisler; 17 февраля 1872[…], Кралув-Двур — 26 апреля 1918, Голешовице, Королевство Богемия) — чешский художник и профессор живописи.

## Жизнь и творчество
Ян Прейслер родился в семье служащего на металлургическом производстве в Краловом Дворе. Начальную школу посещал в Краловой Гуте, Поповиче и Бероуне. Сперва художник-самоучка, Прейслер своими рисунками обратил на себя внимание школьного руководства в Бероуне. При согласии семьи и заручившись финансовой поддержкой группы состоятельных земляков (среди которых был и Эмиль Кратохвил, владелец предприятия, где работал отец Яна), Прейслер в 15-летнем возрасте уезжает в Прагу, где поступает в Высшую школу прикладного искусства, и где учится под руководством Франтишека Женишека (в 1887 году). После окончания этого образования художник, совместно с Карелом Шпилларом, снимет художественную мастерскую на Малостранской. В годы учёбы Прейслер устанавливает контакты с Союзом художников Манеса и вступает в него. Активно работал в печатных органах союза, в 1894 году нарисовал обложку для вышедшего альбома союза Listy z palety.
В 1902 году Прейслер, вместе со своим другом-художником Антонином Гудечеком, совершает путешествие по Италии; в Вене он знакомится с Огюстом Роденом. В 1905 году был организатором пражской выставки Эдварда Мунка, автор плаката к этой выставке. В 1906 году художник совершает поездку в Париж, где знакомится с творчеством Поля Гогена.
С 1903 года Ян Прейслер преподаёт рисование обнажённой натуры в Высшей школе прикладного искусства в Праге. В 1913—1918 годах он — профессор живописи в пражской Академии художеств. Среди его многочисленных учеников был, в частности, Властимил Рада.
В 1909 году мастерскую Прейслера посетил французский художник Эмиль-Антуан Бурдель. В 1914 году художник женился на Божене Палласовой, из пражской семьи ремесленников. В этом браке у него родился сын Ян и дочь Божена. Скончался Я.Прейслер от пневмонии в 1918 году.
Полотна, созданные Прейслером, написаны в различных художественных стилях — импрессонистском, неоромантическом и символистском. Многие его картины инспирированы произведениями чешских поэтов и музыкантов — Антонина Совы, Отокара Бржезины, Карела Главачека, Юлиуса Зейера, Витезслава Незвала, Йозефа Сука, и других. В конце 1890-х годов художник знакомится с творчеством Пюви де Шаванна, Франца фон Штука, Фердинанда Кнопфа, Арнольда Бёклина, и его работы принимают аллегорические, символические черты. В 1908 году вступает в художественную группу «Восемь». Занимается также книжной иллюстрацией (в стиле Альфонса Мухи и Войцеха Прейсига (графические серии для книг Princezna Pampeliška и Pohádka špatně končící, (1897)).

## Галерея

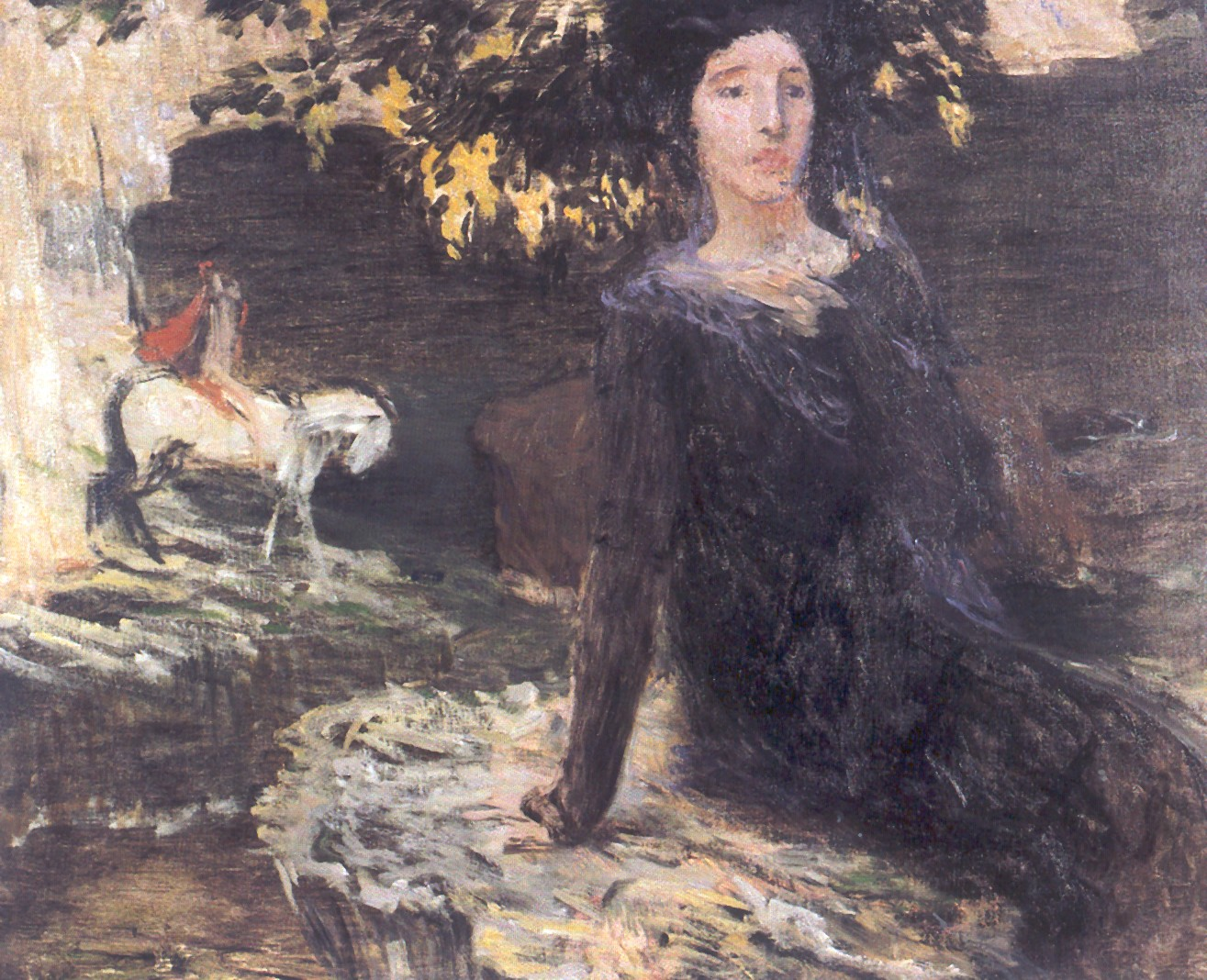
Женщина и лошадь у Чёрного озера (1903)
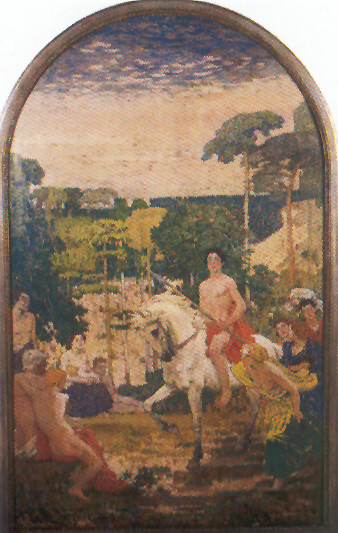
Аллегория
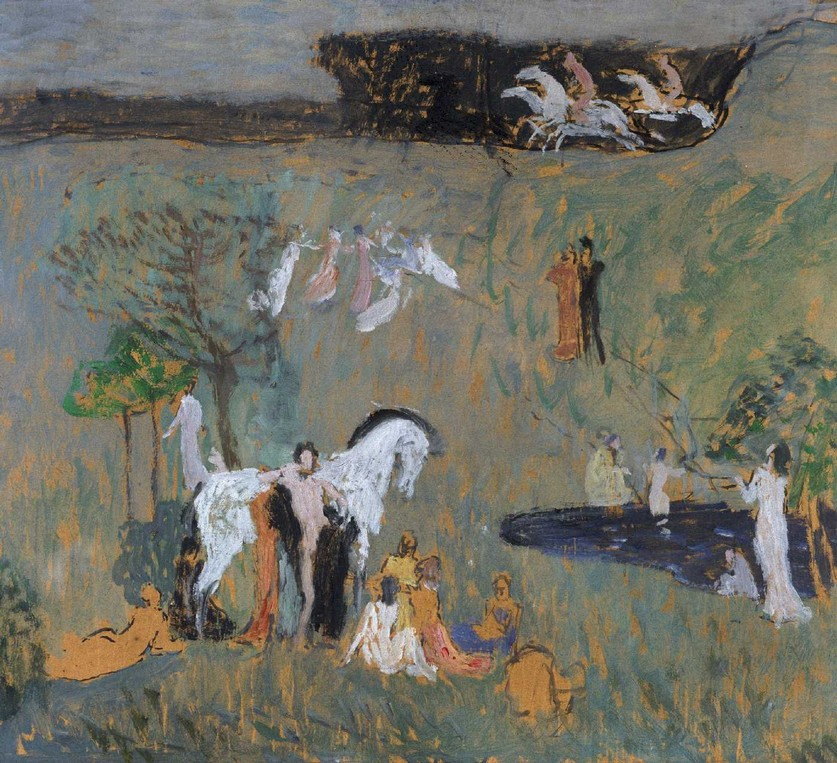
Композиция с белым конём (1905-1906)
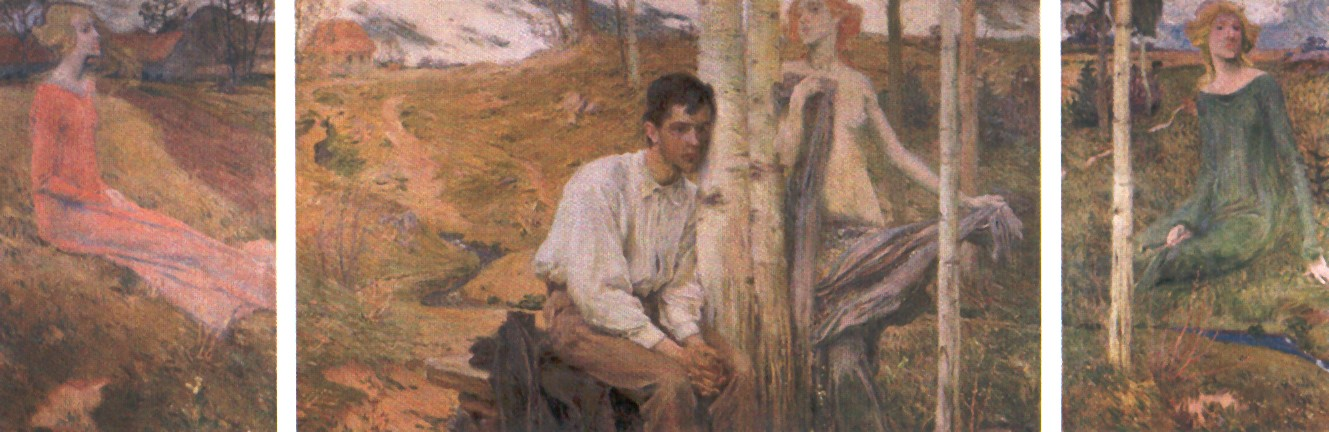
Триптих «Весна» (1900)
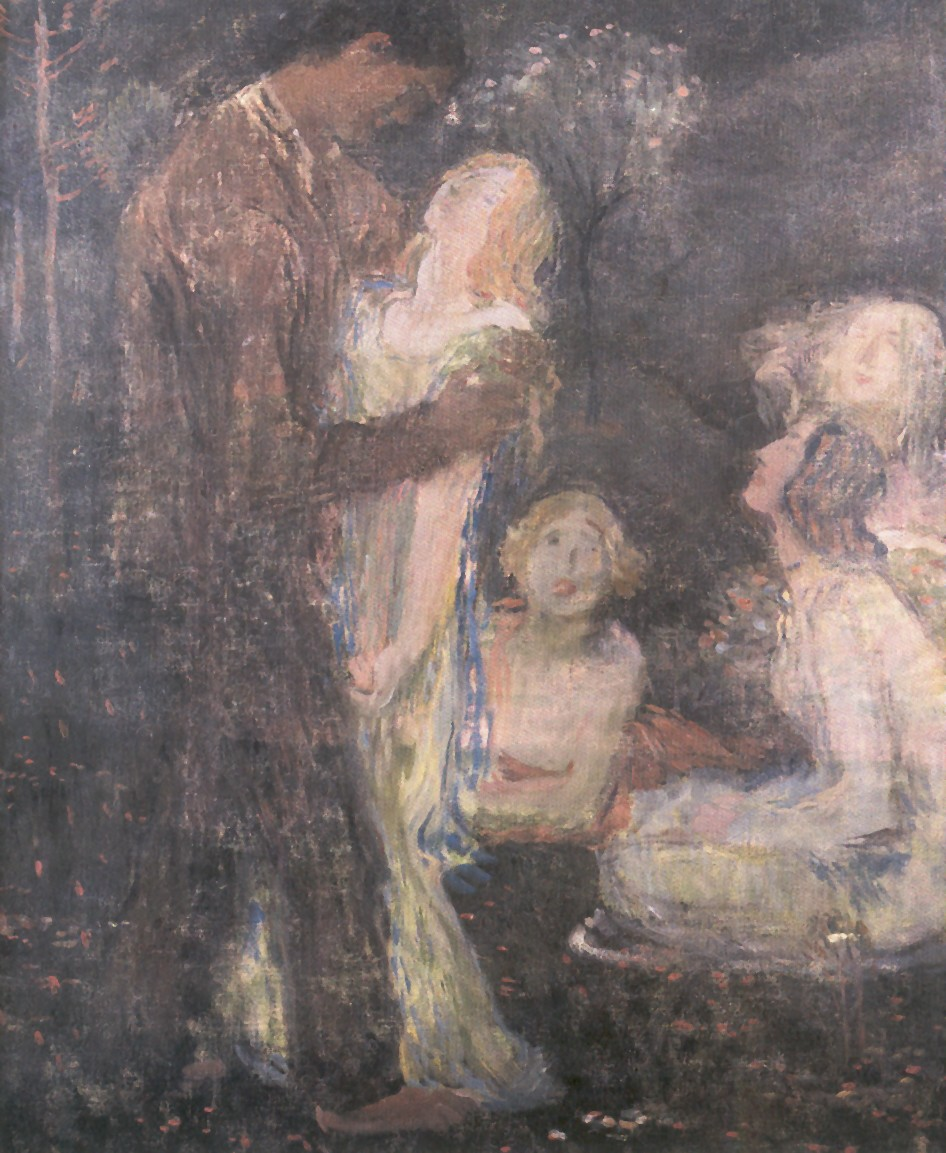
Влюблённые (1901)
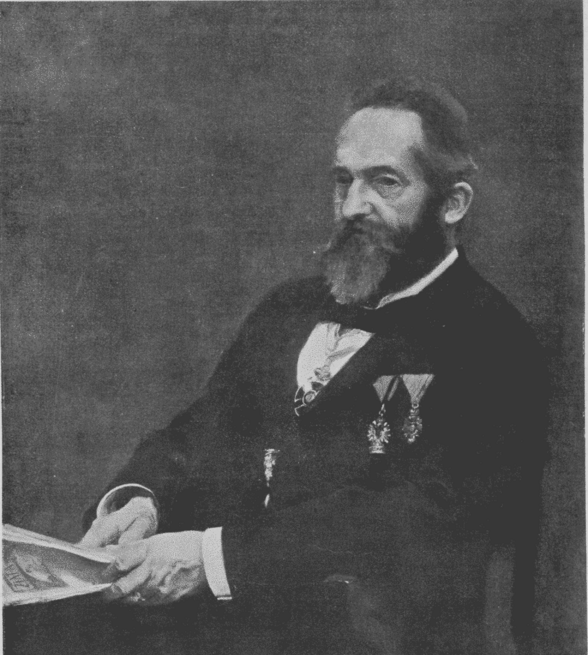
Портрет писателя Яна Отто (1911)